# Didonica pendula
Didonica pendula là một loài thực vật có hoa trong họ Thạch nam. Loài này được Luteyn & Wilbur mô tả khoa học đầu tiên năm 1977.